# El Trabajo (Xile)
El Trabajo és un periòdic xilè editat a la ciutat de Sant Felip, a la Regió de Valparaíso. Actualment es publica de dilluns a divendres.
Va ser fundat a Putaendo el 24 de febrer de 1929 i posteriorment va traslladar les seves dependències a Sant Felip.
El 24 de febrer de 2000, en el marc del 71è aniversari, El Trabajo va inaugurar un lloc web.
El 16 de febrer de 2002 les oficines del diari van ser objectiu d'un incendi intencional que les va destruir en gran part. No obstant això, el periòdic va tornar a publicar poc temps després.